# Bremerhaven
Bremerhaven nagyváros Németország északnyugati részén, Bréma Szabad Hanza-város tartományban, amely Bréma városból és a nála ötször kisebb Bremerhavenből áll. Nevének magyar jelentése: Bréma kikötője. Lakossága 117 000 fő, elővárosaival együtt 170 000 fő. Az Északi-tenger partján a legnagyobb német város (az ország nagyobb tengerparti városai a Balti-tenger partján fekszenek).

## Földrajza
Bremerhaven a Gesste és a Weser találkozásánál, közvetlenül a Weser északi-tengeri torkolatánál épült. A város 15 km hosszan és 8 km szélességben nyúlik el a Weser jobb partján. A város területének egésze az ún. Wesermarson fekszik. A Wesermars legmagasabb pontja mindössze 2 m tszf, ezáltal a város egész területe a vihardagályok által fokozottan veszélyeztetett. A város környékét korábban nagyszabású árvíz- és partvédelmi munkálatok során mentesítették az árvizektől.
Bremerhaven éghajlata óceáni. Egész évben nagyon sok a csapadék. A nyár hűvös, a tél igen enyhe; a júliusi középhőmérséklet 17, a januári +2 °C. A téli félévben rendszeresek a tengeri viharok, melyek során a szél 100 km/h fölé erősödik.

## Történelme
Az első településre utaló írásos emlék 1139-ből származik, ekkor említik meg először név szerint Wulsdorf és Geestedorf falvakat. 1275-ben a Geeste-től északra fekvő Lehe mezővároska nyerte el a piactartási és a legkisebb városoknak kijáró jogokat. A terület már ekkoriban is a brémai püspökség és a Bréma Városi Tanács megújuló küzdelmeinek metszéspontjában állt, melyek ellen Lehe városka a Bréma Városi Tanáccsal kötött védelmi szerződéssel próbált kitérni. 1648 és 1654 között a vidék az egész brémai püspökséggel együtt svéd fennhatóság alá került. 1719-ben egy rövid dán megszállást követően a terület a Kúr Hercegségre, onnan a porosz nagyhercegekre, később a Hannoveri Királyságra szállt.
A brémai rakpart a Weser medrének elfajulása miatt tengeri hajókkal megközelíthetetlenné vált, ezért a város egy újabb kikötőt szándékozott létrehozni a Weser torkolatában. A Geestetől északra eső terület megvásárlásáról szóló szerződést 1827. január 11-én írta alá I. Ágoston hannoveri király és Johann Smidt brémai polgármester. A város ezen területét hivatalosan 1827. május 1-jén adták át Brémának. Az új település neve Bremerhaven (~Bréma kikötője) lett. 1845. június 26-án a Hannoveri Királyság Bremerhaven vetélytársául szánt új kikötőt alapított a Geeste folyó déli partján, melynek a Geestemünde (~Geeste-torkolat) nevet adták.
A 19. század második felében a mai Bremerhaven területén található mindhárom település (Bremerhaven, Lehe, Geestemünde) gyorsan gyarapodott népességében, a városodás és az ipar fejlődése gyors léptekkel haladt előre.
1847-től Bremerhaven az Amerika felé induló kivándorlóhajók egyik legfontosabb kikötője.
1852-ben a Dánia ellen folyó schleswig-holsteini háború idején  Bremerhaven lett a német flotta bázisa. Geestemünde a környékbeli falvak járási székhelye lett.
1851-ben Bremerhaven városi jogot kapott, 1861 és 1905 között területét több lépésben bővítették. 1880-ban jogilag különvált Brémától és önálló város lett.
1883-ban kiépült a telefonösszeköttetés Bréma és Bremerhaven között.
1889-ben Geestedorfot betagolják Geestemünde városba.
1812-ben Geestemünde városi jogot kapott, ekkor 27 000 lakosa volt.
1920-ban Lehe-ébe betagozták Wulsdorfot és városi rangra emelték.

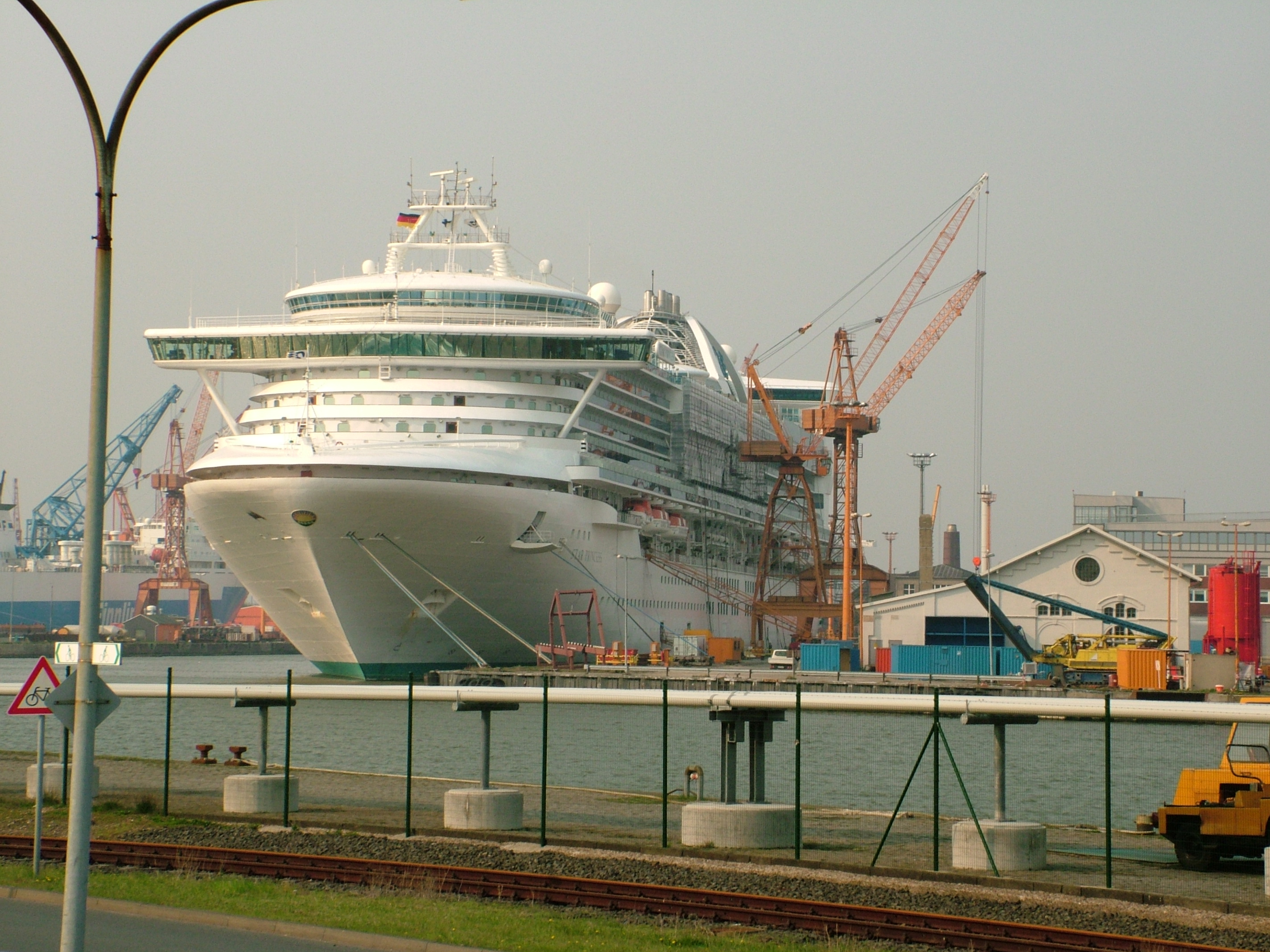
A "Star Princess" úszó szállodát javítják Bremerhavenben

1924. november 1-jén Lehe várost (~40 000 lakos) és Geestemündét (~30 000 lakos) Wesermünde néven egyesítették. A városnak összesen 70 000 lakója volt és a porosz fennhatóság alatt álló Hannover tartományhoz csatolták. ezzel az összevonással Bremerhavent egyetlen nagyváros vette körbe.
1925-ben megkezdte működését az első buszjárat Bremerhaven és Schiffdorf között.
1927-ben 3 további települést csatoltak Wesermünde városhoz.
1938-ban Brémát a náci kormányzat megfosztotta Bremerhaven felügyeleti jogától. 1939. november 1-jén Bremerhavent és a szomszédos Wesermünde nagyvárost összevonták. Az egyesített város Wesermünde néven Hannover tartományhoz tartozott.
1944. szeptember 18-án egy „tízezer gépes” angol–amerikai légitámadás kezdődött Geestemünde ellen. A második világháború során Wesermünde nagyvárost és kikötőjét számtalan brit és amerikai légicsapás érte, mely során a város elveszítette lakossága nagy részét és megsemmisült a kikötői infrastruktúra csaknem egésze is.
1945 májusában kanadai és brit csapatok elérték Bremerhavent. Geestemünde hamarosan a megszálló amerikai csapatok utánpótlási kikötője lett.
1947. január 1-jén új közigazgatási rendszer lépett életbe. A város új neve Bremerhaven lett, területét pedig betagozták Bréma Szabad Hanza-város tartományba.
1950-től kezdve Bremerhaven jelentős kikötőváros, de forgalmát tekintve az 1990-es évek elejéig elmaradt Bréma város saját kikötője mögött. A város a személyhajózás, hajógyártás és a tengeri halászat visszaesése miatt gazdasági krízisbe került, amelyet csak az 1970-es években sikerült megoldani a modern kikötői szolgáltatások kiépítésével.
1971 óta több lépésben épül a Weser partján a konténerterminál, amely mára Európa harmadik, míg a világ kilencedik legnagyobb kikötője konténerszállító óriáshajók számára.
1985 óta folyamatosan épül az autóterminál, amely Németország legfontosabb exportkapuja.

## Testvérvárosok
- Baltimore, Amerikai Egyesült Államok (2007)